# Saint Vincent i Grenadyny na Mistrzostwach Świata w Lekkoatletyce 2009
Saint Vincent i Grenadyny na Mistrzostwach Świata w Lekkoatletyce 2009 reprezentowane były przez 2 zawodników (1 kobietę i 1 mężczyznę). Żadnemu z nich nie udało się zdobyć medalu.

## Występy reprezentantów Saint Vincent i Grenadyn

### skok w dal mężczyzn
- Clayton Latham – brak zaliczonej próby

### 400 m kobiet
- Kineke Alexander – 22. pozycja w półfinale – 53,43s (nie awansowała do finału)